# Guillaneu
La Guillaneu, l'aguilaneu, L’aguillanu, la Dilannu ou le « gui l’an neuf » est un personnage folklorique autrefois évoqué durant la période de l'Avent, jusqu'au nouvel an. C'est une cavalière mystique chevauchant le cheval Mallet que l'on retrouve dans des chansons du folklore français au XIXe siècle, particulièrement en Vendée et dans le Poitou. Ces chansons ont été consignées par Arnold van Gennep. Pierre Dubois présente la Guillaneu comme un être fée et sorcière, montant son cheval fou sans queue ni tête.
Par extension, Guillaneu désigne la quête faite à cette période. C'est l'équivalent du A' Challuinn écossais et du cortège de l'Eginane breton.

## Étymologie
La Guillaneu serait le personnage mythologique qui tourne pendant l’A-guillaneu.
Selon Clement Miles  le mot aguillanneuf peut être une corruption du latin Kalendae. Le mot castillan aguinaldo, proche phonétiquement, désigne par ailleurs les cadeaux de Noël.
Hersart de la Villemarqué explique dans le "Barzaz Breiz" la tournée de l'Aguilaneuf se retrouve dans toute la France . Le mot même d'"aguillaneuf" est trouvé dans l'ouest de la France, dans le limousin on a "guillaneu", en Normandie "aguignette". Le mot a été francisé par  "Au gui, l'an neuf !". Selon M de la Villemarqué on peut le rapprocher du celtique insulaire "eginane" (gallois "eginad", gaélique "eigean") qui signifierait "étrennes". Il  propose de décomposer ce mot en : 
- la racine celtique "eg" qui signifie "germe" mais il est plus plausible d'y voir le suffixe celtique "he" (vieux breton "ho-", gaulois "su-, sanscrit "sv-") qui désigne un sens favorable, la faveur des dieux
- une racine "cin" (gallois "cen" d'où "cenedl" i.e. "clan, lignée" et cornique "kinethel" i.e. "génération"[4]) issu du gaulois "icnos"[5] (latin "gnatus") qui signifie "descendance".

Ainsi, souhaiter l'aguillaneuf, c'est former un vœu de bonne descendance, de prospérité. 
Le nom même renvoie selon Pierre-Yves Lambert directement à la divinité irlandaise Oengus.
Cf. hogmanay.

## Chansons de quête de la Guillaneu
La Guillaneu serait une cavalière qui visitait l’ouest et le centre de la France durant la période du nouvel an, liée aux cadeaux qui s'échangeaient à cette époque. En Vendée et dans l'île d'Oléron, elle personnifiait la traditionnelle quête de Noël : les enfants passaient de maison en maison à la veille du jour de l'an ou de l'épiphanie afin de récolter un peu d'argent, tout en chantant l'une des versions de la chanson. Selon cette chanson, la Guillaneu serait abritée par les adultes dans leur maison, et c'est elle qui donnerait les cadeaux aux enfants.
Dans plusieurs cantons de la Bretagne, les pauvres gens, à l'époque de la Noël, se réunissaient toutes les nuits par troupes pour quêter de village en village, chantant une vieille chanson dialoguée. Leur troupe était précédée par un vieux cheval orné de rubans et de lauriers, chargé des produits de leur quête. Ils les apportent, lorsque la tournée est achevée, chez l'un d'entre eux, et se les partagent.
Ils portaient des tambourins, jouaient du fifre, ils marchaient longuement en chantant une chanson que le chef de la troupe leur apprenait. Leur cri était : « Ha ! Dieu te gard' ! Or çà, compain, donne-nous aguilaneuf ! »
Au XVIe siècle, la tradition était beaucoup moins pacifiste puisqu'au jour convenu de la quête, les pauvres s'équipaient de bâtons, de fourches, de piques et d'épées, et l'homme en tête de la troupe portait une arbalète afin de menacer l'habitant.
La même coutume existait autrefois dans un grand nombre de provinces de France et les chants varient selon les contrées. La tradition de la Guillaneu est vraisemblablement à l'origine de la chanson La Guignolée, Guignolée qui accompagnait la quête de fin d'année faite traditionnellement au Québec. 
|  | |  | |
|  | |  | |
|  | Chanson en vieux français |  | Traduction moderne |
|  | La voué beille la guilloneu La hoou peur la fenête Sur in petit chevau grisan Qui n’a ni quû, ni pés ni tête Les quatre pés ferrés tot nus. |  | (Je) la vois bien la Guillaneu Là haut par la fenêtre Sur un petit cheval gris Qui n’a ni queue, ni pieds ni tête Les quatre pieds ferrés tout neufs. |

|  | |  |  |
|  | |  |  |
|  | Chanson en vieux français |  |  |
|  | L’aguillanu elle est là-haut Sur la fenêtre Ol est un petit chevau blanc Sans queue ni tête I vous souhaitons la bonne année Donnez-nous va l’aguilaneu |  |  |

### Version du Poitou, de la Saintonge et de l'Angoumois
Extraite de l'ouvrage Chants populaires de la Bretagne. 
|  | |  |  |
|  | |  |  |
|  | Chanson en vieux français. |  |  |
|  | Messieurs et mesdames de cette maison, Ouvrez-nous la porte, nous vous saluerons. Notre guillaneu nous vous le demandons. Guiettez dans la nappe, guiettez tout au loug, Donnez-nous la miche et gardez l'grison. Notre guillaneu nous vous le demandons. |  |  |

Version du Québec
Bonjour le maître et la maîtresse
Et tout le monde de la maison (Bis)
Pour le dernier jour de l'année
La Guignolée vous nous devez (Bis)
Si vous voulez rien nous donner, dites-nous lée
On emmènera seulement la fille ainée. (Bis)
On lui fera faire bonne chère,
On lui fera chauffer les pieds. (Bis)
On vous demande seulement une chignée,
De vingt à trente pieds de long, si vous voulez-e (Bis)
La Guignolée, la Guignolée,
Mettez du lard dedans nos poches. (Bis)

### Version du Limousin
|  | |  |  |
|  | |  |  |
|  | Chanson en vieux français |  |  |
|  | Arribas ! Som arribas ! (Arrivés ! Nous sommes arrivés !) Le guillaneu nous faut donner, gentil seigneur Le guillaneu donnez le nous, à nous compagnons |  |  |

Une fois satisfaits, les quêteurs du limousin font des vœux pour leur bienfaiteur, sans oublier de remercier son bouvier, son porcher, et tous ses serviteurs.

### Version de l'Amérique du Nord
Ce chant subsiste dans des familles d'ancienne culture francophone résidant à Sainte Geneviève dans l'état du Missouri et figure au répertoire du chanteur Dennis Stroughmatt 
Bonsoir le maître, la maîtresse et tout le monde du logis
Pour le dernier jour de l'année, la guiannée vous nous devez
Si vous voulez nous donner, dites-nous le
On vous demande seulement une échinée
Une échinée, elle est pas grand chose
Que quatre-vingt dix pieds de long

## Origine et fonction
En se basant sur le fait que la Guillaneu est visible depuis l'extérieur par les enfants, Arnold van Gennep a supposé que la monture sans queue ni tête serait tout simplement la table qui contient les cadeaux et les étrennes du nouvel an, s'étonnant tout de même que la chanson place la cavalière sur une table. Selon une étude beaucoup plus récente, ce cheval mystique que chevauche la Guillaneu pourrait être issu de Sleipnir.
On pourrait aussi rapprocher le guillaneu des rituels de Hogmanay et Wassail